# Цукубаи

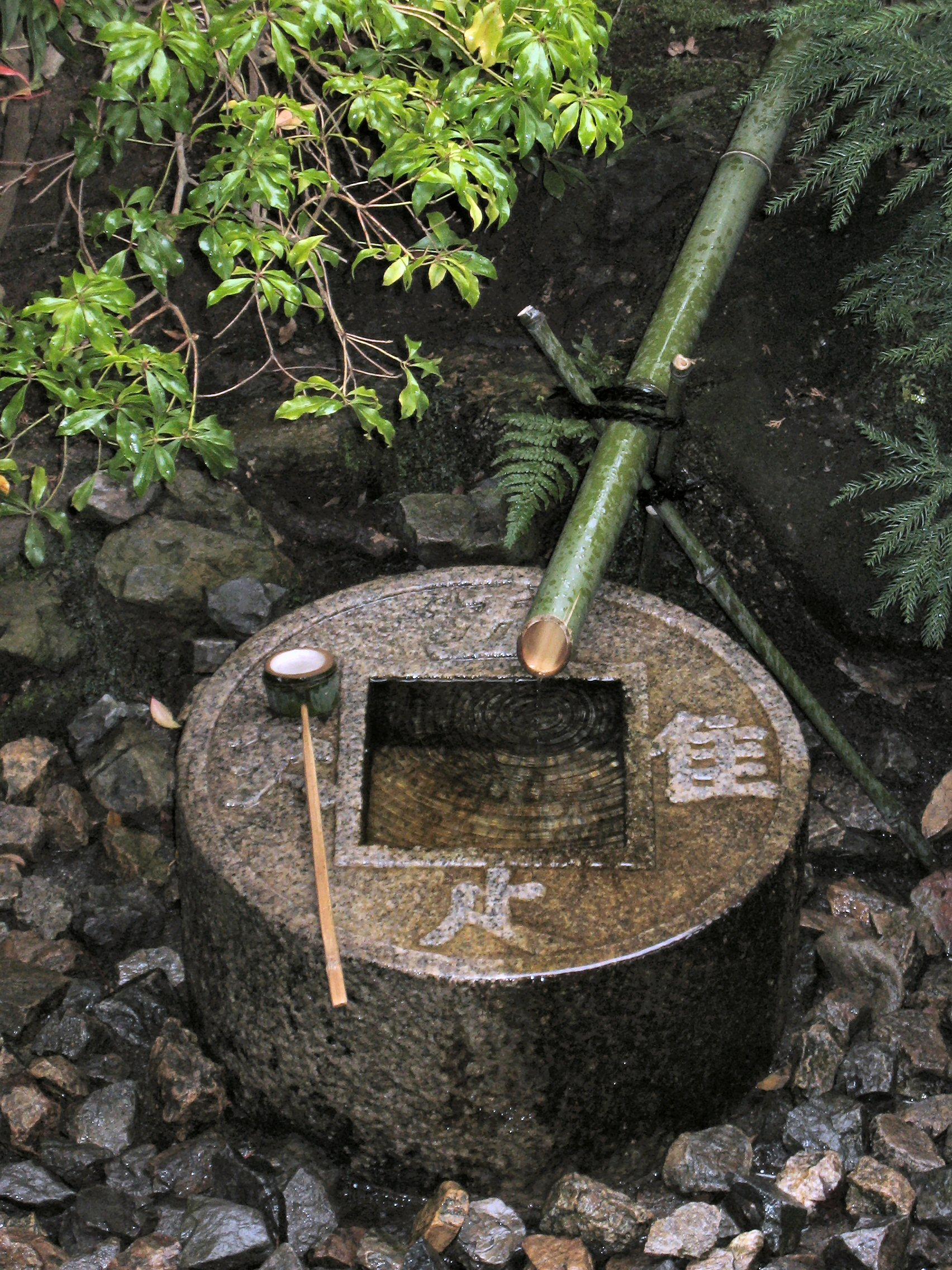
Цукубаи в храме Рёан-дзи, Киото, Япония

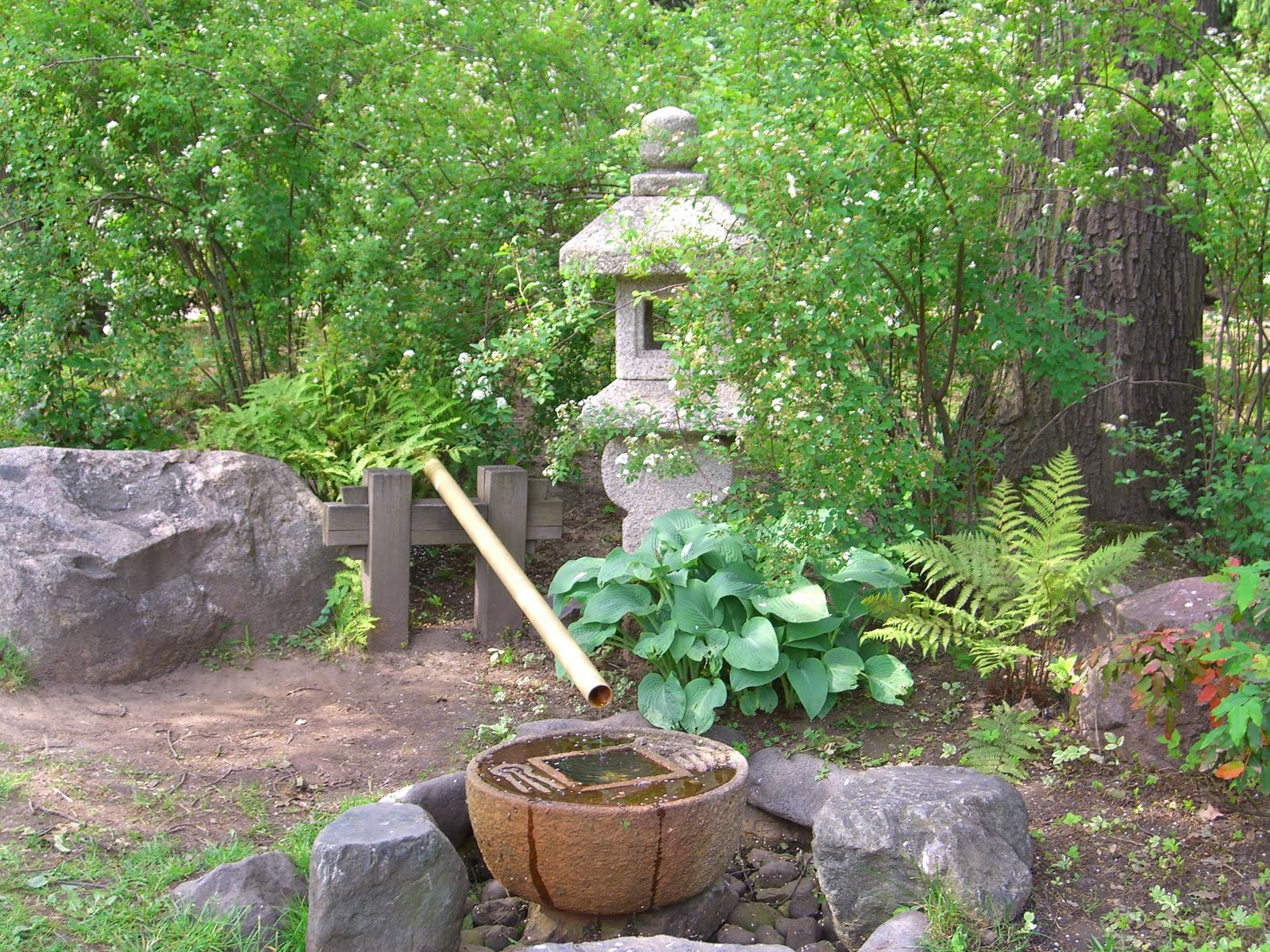
Каменный фонарь орибе-торо (фонарь мастера чайной церемонии Орибе) и цукубаи. Японский сад на территории Главного ботанического сада имени Н. В. Цицина РАН

Цукубаи (яп. 蹲, 蹲踞) — небольшой традиционный японский бассейн, в основном ритуального назначения. 
Цукубаи изготавливаются обычно из цельного камня и носят культовый характер. Каменные чаши бассейна могут украшаться иероглифами и религиозными символами. Вода поступает через бамбуковую трубу (какэи, яп. 花茎). Цукубаи снабжаются специальными деревянными ковшиками (蹲踞柄杓, цукубаи-бисяку).
Изначально подобные бассейны были атрибутами буддийских храмов Японии и служили для ритуального омовения рук и полоскания рта. Как и тясицу, цукубаи являются неотъемлемой частью традиционной японской чайной церемонии. Иногда какэи дополняются несложным бамбуковым механизмом, который издаёт стук с определённой периодичностью.
В настоящее время цукубаи наряду с традиционными фонарями торо часто используются как декоративный элемент в японских садах.